# Deep Orient
El Deep Orient es una embarcación tipo offshore de servicio versátil gestionada por la empresa del sector energético Technip. Las principales tareas del buque son inspecciones, mantenimientos, operaciones de cables, reparaciones y tendido de tubos.

## Características
El Deep Orient se construyó en el astillero español MetalShips & Docks de Vigo (Galicia). Se dedica a proyectos de construcción submarina y al tendido de tuberías flexibles, es capaz de colocar tubos flexibles y umbilicales en aguas de hasta 2 300 metros de profundidad.
Su plataforma de trabajo de 1 900 m² puede acomodar hasta 15 toneladas m² para una capacidad máxima de carga de 3 500 toneladas. Está equipado con una grúa de 200 toneladas capacitada para un carretel de tubería flexible.
Está equipado, bajo hangar, con dos ROV tipo "Triton XLX 150 HP", capaces de realizar tareas submarinas de hasta 3 000 metros de profundidad.
El desplazamiento se realiza a una velocidad máxima de 13 nudos. A bordo se encuentra instaladas cabinas con capacidad para 120 personas. El movimiento de personal y mercancías se puede realizar mediante un helipuerto diseñado para recibir helicópteros del tipo Sikorsky S-92 o Super Puma.